# John Danielsen
John Danielsen, född 13 juli 1939 i Odense, är en dansk före detta fotbollsspelare.
Danielsen blev olympisk silvermedaljör i fotboll vid sommarspelen 1960 i Rom.